# Metropolia Lanzhou
Metropolia Lanzhou – metropolia Kościoła rzymskokatolickiego w Chińskiej Republice Ludowej. Erygowana w dniu 11 kwietnia 1946 roku. W skład metropolii wchodzi 1 archidiecezja i 2 diecezja.
W skład metropolii wchodzą:
- Archidiecezja Lanzhou
  - Diecezja Pingliang
  - Diecezja Tianshui